# 石川統
石川 統（いしかわ はじめ、1940年12月8日 - 2005年11月22日）は、日本の分子生物学者。理学博士。東京大学名誉教授。東京都出身。

## 人物
東京大学理学部卒業、東京大学大学院理学系研究科後期博士課程修了。学位論文は「動物組織におけるニコチンアミド・ヌクレオチド含量及びその変動要因に関する研究」。学位取得後、ポストドクターとしてアメリカ合衆国オレゴン州立大学に留学し、リボソームRNAの構造研究を始める。
専門は分子生物学。石川の最大の業績は、アブラムシの細胞内細菌に関する研究でブフネラという大腸菌近縁の共生細菌が単一タンパク質分子種のみを多量生産していることを発見しこのタンパク質をシンビオニンと命名した。シンビオニンは熱ショックタンパク質であり、GroELのホモログであることを解明した。2000年には、東京大学細胞生理化学研究室と理化学研究所ゲノム構造情報研究グループ（榊佳之プロジェクト・ディレクター）との共同グループでブフネラの全塩基配列の解析に成功しゲノム研究に貢献した。
趣味は釣りやドライブ。酒を愛し、またヘビースモーカーでもあった。2005年11月22日、胃癌により放送大学在職中に死去。64歳没。

## 略歴
- 1963年 - 東京大学理学部生物学科卒業
- 1965年 - 東京大学大学院生物系研究科動物学専攻修士課程修了
- 1968年 - 東京大学大学院理学系研究科動物学専攻博士課程修了・理学博士
- 1968年 - オレゴン州立大学 Research Associate
- 1971年 - 東京大学教養学部助手
- 1977年 - 同助教授
- 1988年 - 東京大学理学部教授
- 1993年 - 東京大学大学院理学系研究科教授
- 2001年 - 東京大学名誉教授・放送大学教養学部教授

### 役職など
- 日本進化学会会長（2003年度）
- 放送大学東京世田谷学習センター所長（2001年～2005年）

## 著作
生物学の入門書から研究書、翻訳まで幅広く執筆した。

### 単著
- 生化学 -- サイエンスライブラリ 生物学2 --（サイエンス社、1985年）
- 細胞内共生（東京大学出版会、1985年）
- 分子進化 -- 基礎生物学選書9 --（裳華房、1985年）
- 一般教養生物学（裳華房、1987年）
- DNAから遺伝子へ -- 生命の鍵をにぎる巨大分子 --（東京化学同人、1988年）
- バイオサイエンスへの招待 -- New science age 30 --（岩波書店、1988年）
- 共生と進化 -- 生態学的進化論 科学精神の冒険2 --（培風館、1988年）
- 遺伝子の生物学 -- 生物科学入門コース1 --（岩波書店、1992年）
- 昆虫を操るバクテリア -- シリーズ<共生の生態学>1 --（平凡社、1994年）
- 生物学（東京化学同人、1994年）
- 生物科学入門（裳華房、1997年）
- 分子からみた生物学（裳華房、1997年、2004年（改訂版））
- 進化の風景 -- 魅せられる研究と生物たち --（裳華房、2000年）
- アブラムシの生物学（東京大学出版会、2000年）
- 分子生物学（放送大学教育振興会、2001年）
- 生物学入門 -- 大学生のための基礎シリーズ2 --（東京化学同人、2001年）
- 生命環境科学2（放送大学教育振興会、2002年、2006年（改訂版））
- 生物科学入門（裳華房、2003年）
- 新・分子生物学 -- バイオテクノロジーテキストシリーズ --（IBS出版、2004年）

### 共著
- 化学進化・細胞進化 -- シリーズ進化学3 --（岩波書店、2004年）

### 編著
- ダイナミックワイド図説生物（東京書籍、2003年）
- 細胞生物学辞典（朝倉書店、2005年）
- 進化学の方法と歴史 -- シリーズ進化学7 --（岩波書店、2005年）
- 生物学（東京化学同人、2008年）
- 生物学辞典（東京化学同人、2010年）

### 翻訳
- 細胞から大宇宙へ（ルイス・トマス（著），平凡社、1976年）
- 生命をつくり変える（G.J.V. ノッサル（著），岩波書店、1986年）
- 生命の起源を解く七つの鍵（A.G.ケアンズ=スミス（著），岩波書店、1987年）
- ウォーレス現代生物学上・下（Wallece（著），東京化学同人、1991年（上巻）、1992年（下巻））
- 性（セックス）とはなにか（リン・マーギュリス（著），ドリオン・セイーガン（著），せりか書房、2000年）
- ケイン生物学（M.L.Cain（著），東京化学同人、2004年）
- 進化 -- 1冊でわかる --（ブライアン・チャールズワース（著），デボラ・チャールズワース（著），岩波書店、2005年）
- 分子細胞生物学（Lodish（著）ほか，東京化学同人、2005年）

## 受章歴
- 日本動物学会学会賞（1988年）
- 日本動物学会論文賞（1995年、共同執筆）